# Nhóm ngôn ngữ Hlai
Ngữ chi Hlai (chữ Hán: 黎语; bính âm: Lí yǔ) hay ngữ chi Lê là một chi chính của ngữ hệ Tai-Kadai, được nói ở vùng núi trung tâm Hải Nam, Trung Quốc. Các ngôn ngữ Hlai bao gồm cả tiếng Cun, một ngôn ngữ pha trộn giữa Hlai và Hán với các đặc tính Hlai chiếm ưu thế. Mạc dù vậy, người Cun bị phân loại vào dân tộc Hán. Khoảng một phần tư người nói các ngôn ngữ Hlai không biết tiếng Hán.
Không ngôn ngữ nào trong nhóm ngôn ngữ Hlai có chữ viết cho đến những năm 1950 khi ký tự Latin được sử dụng cho tiểu nhóm Ha trong nhóm ngôn ngữ này.

## Phân loại
Norquest (2007) phân loại ngữ chi Hlai như sau. Ngôn ngữ riêng biệt được tô đậm. Có chừng 750.000 nói tiếng Hlai.
- Tiếng Lê nguyên thủy 
  - Bouhin (Heitu 黑土) – 73.000
  - Lê Lớn
    - Ha Em 哈 (Zhongsha 中沙) – 193.000, the basis of the literary language
    - Lê trung
      - Lê trung đông – 344.000
        - Lauhut (Baoding 保定) – 166.000
        - Qi 杞 / Gei – 178.000
          - Tongzha (Tongshi 通什) – 125.000
          - Zandui (Qiandui 堑对) – 29.000
          - Baoting 保亭 – 24.000

      - Lê trung bắc – 136.500
        - Lê trung tây bắc – 62.500
          - Cun (Ngan Fon, Gelong 仡隆) – 60.000
          - Nadou (Dongfang 东方) – 2.500

        - Lê trung đông bắc – 74.000
          - Meifu 美孚 (Moifau) – 30.000
            - Changjiang 昌江
            - Moyfaw (Xifang 西方)

          - Run (Zwn) / Bendi – 44.000
            - Baisha 白沙 – 36.000
            - Yuanmen 元门 – 8.000

Phương ngữ Fuma 府玛 được nói ở 1 làng tại phía bắc Changcheng 昌城, Hải Nam, với 800 người nói vào năm 1994.
Ngôn ngữ Gia Mậu (Jiamao 加茂) (52.000) không phải là một ngôn ngữ Hlai mặc dù người nói ngôn ngữ này được phân loại dân tộc là Hlai. Ngôn ngữ này hiện chưa được phân loại.